# Pseudolasius sexdentatus
Pseudolasius sexdentatus är en myrart som beskrevs av Horace Donisthorpe 1949. Pseudolasius sexdentatus ingår i släktet Pseudolasius och familjen myror. Inga underarter finns listade i Catalogue of Life.

## Bildgalleri

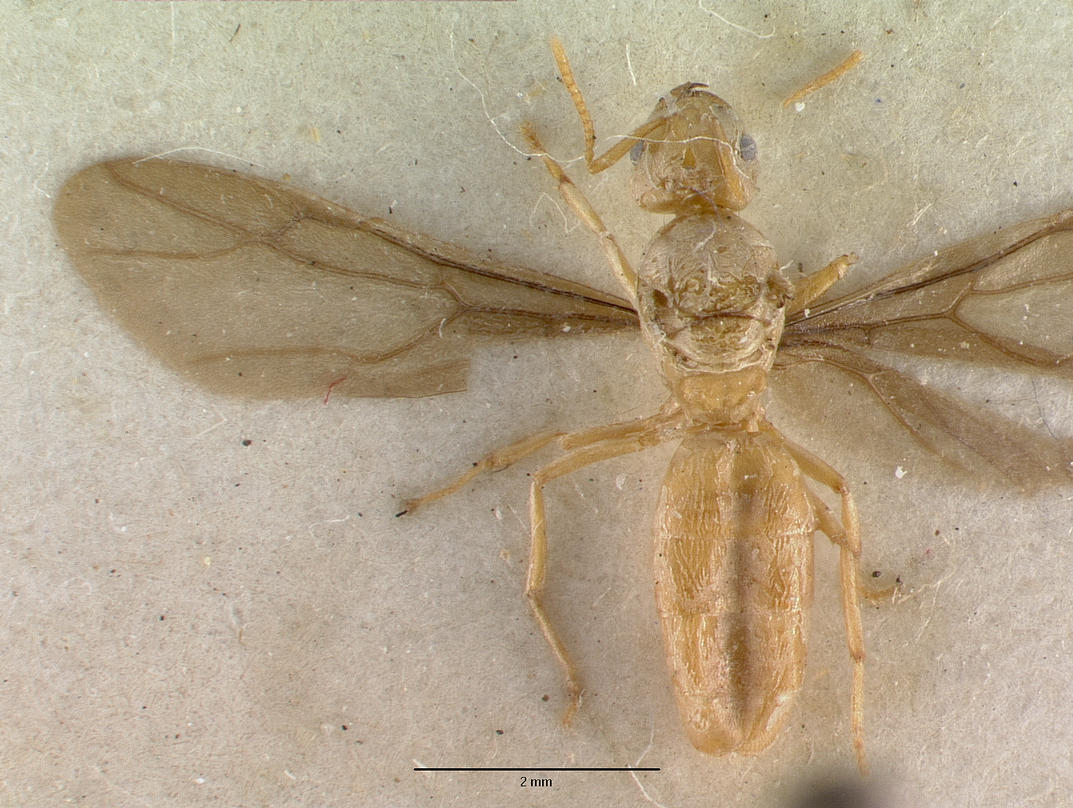
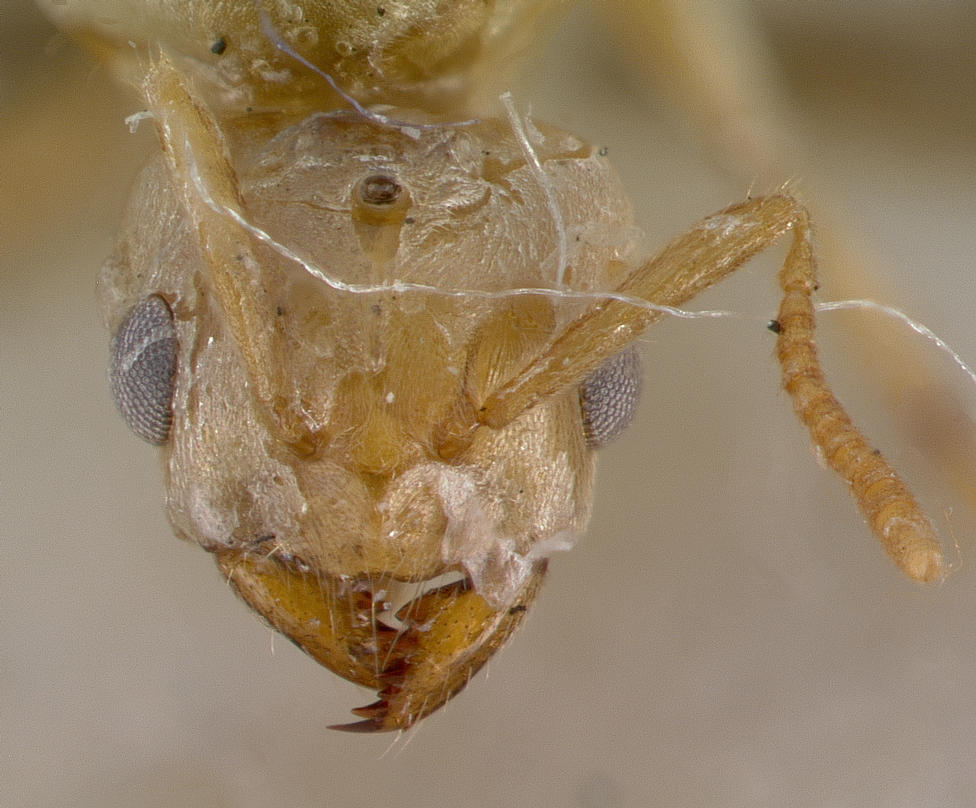
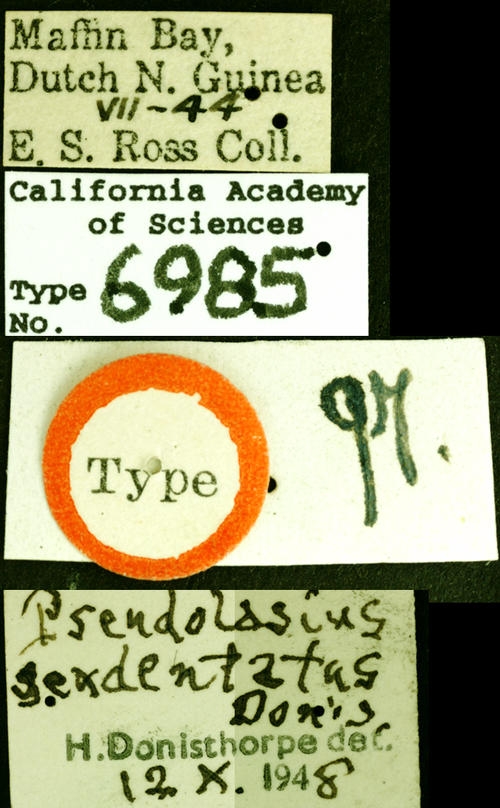
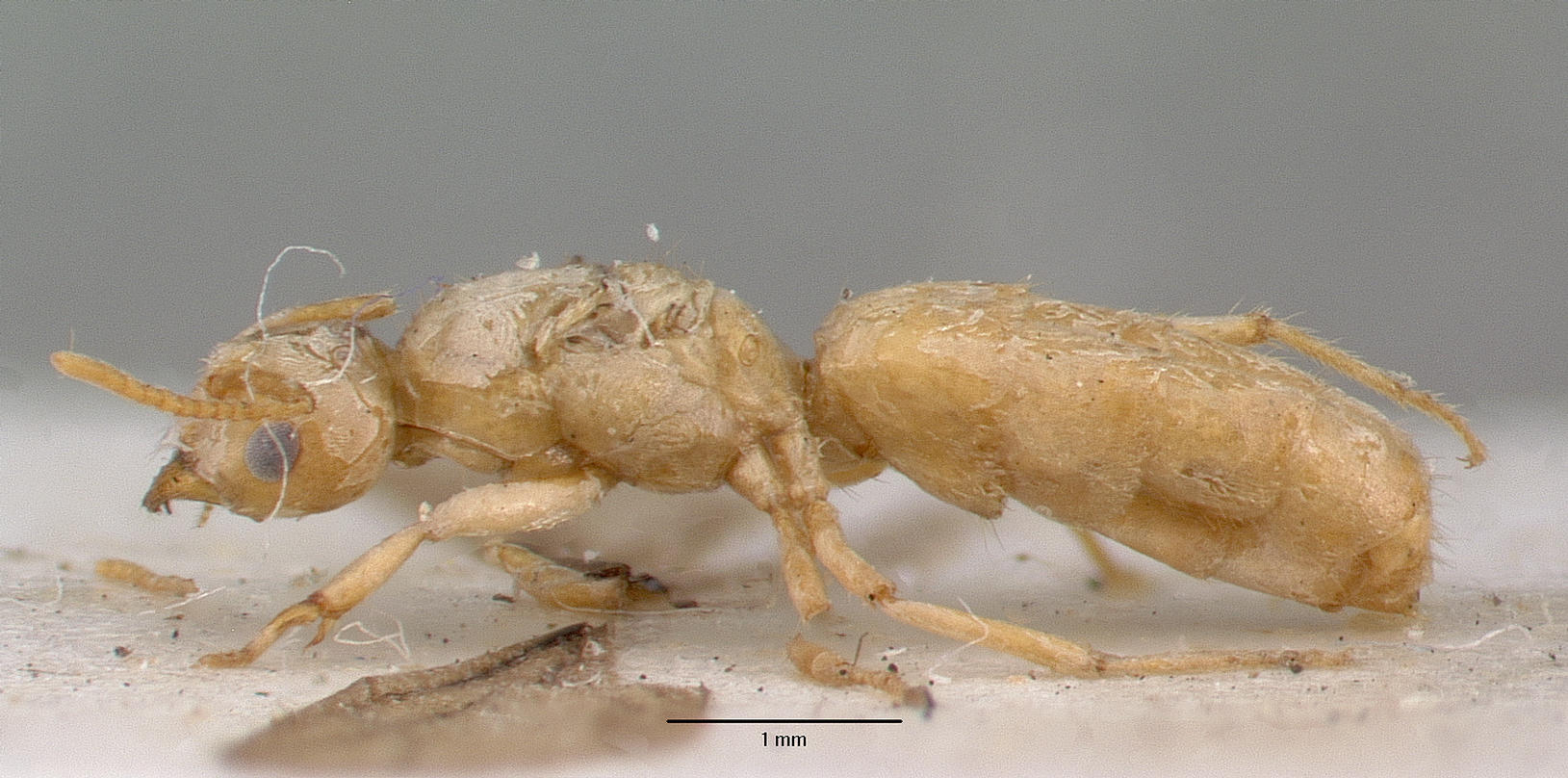